# Rachel Cuschieri
Rachel Cuschieri (San Ġwann, 26 aprile 1992) è una calciatrice maltese, centrocampista del Genoa e della nazionale maltese.

## Carriera

### Club
Cuschieri ha iniziato la sua carriera all'età di cinque anni con il San Ġwann, club della sua città natale. All'età di 13 anni ha lasciato il San Gwann, suo club d'origine, per unirsi al Birkirkara. Ha fatto il suo debutto da senior nel 2010 ed è diventata la capocannoniera del Birkirkara negli anni successivi. Considerata una delle migliori calciatrici dell'isola mediterranea, in questo periodo ottiene il titolo di Giocatrice dell'Anno nel 2011 e nel 2012, aiutando la sua squadra a ottenere i titoli di Campione di Malta al termine dei campionati 2011-2012 e 2012-2013. Grazie ai successi in campionato Cuschieri ha l'opportunità di debuttare in UEFA Women's Champions League nell'edizione 2012-2013, scendendo in campo da titolare in tutti i tre incontri del gruppo C della fase preliminare di qualificazione, dove però la sua squadra si rivela tecnicamente inferiore alle avversarie venendo sempre sconfitta e di conseguenza eliminata dal torneo. Stessa sorte nella successiva edizione 2013-2014, marcando tre presenze nelle tre sconfitte della prima fase eliminatoria.
Dopo aver segnato 79 gol in 65 partite in quattro anni da senior, nell'estate 2014 coglie l'occasione per disputare il suo primo impegno all'estero trasferendosi a Cipro per unirsi alle campionesse in carica e plurititolate dell'Apollōn Lemesou. Con la firma fino al 30 maggio 2015, Cuschieri è diventata la prima giocatrice maltese a sottoscrivere un contratto da professionista. Nelle tre stagioni passate a vestire la maglia del club di Limassol continua a ottenere risultati di rilievo, con la sua squadra leader indiscussa sia del campionato cipriota che di Coppa e Supercoppa nazionale di categoria. Disputa inoltre nuovamente la Champions League al femminile, andando a segno in tutte le tre edizioni giocate e riuscendo con la sua squadra a raggiungere i sedicesimi di finale in due occasioni, nelle edizioni 2014-2015 e 2016-2017, prima di essere eliminata dal torneo.
Nell'estate 2017 viene annunciato il suo trasferimento all'Anderlecht, con le quali firma un contratto annuale per giocare nel suo secondo campionato estero, quello belga, dalla stagione entrante. Sotto la guida tecnica di Patrick Wachel, Cuschieri fa il suo debutto in Super League, andando a rete per la prima volta in campionato siglando una delle 14 reti con le quali la sua squadra sovrasta le avversarie dell'Heist, arrivando a quota 6 marcature prima della fine dell'anno. In quella stagione condivide con le compagne la conquista del titolo di Campione del Belgio, il quinto per la squadra femminile del club, aggiungendo un altro trofeo in bacheca, mentre in Coppa del Belgio la squadra viene eliminata ai quarti di finale.
Dopo aver giocato per PSV, Lazio e Sampdoria, il 6 agosto 2024 Cuschieri passa a titolo definitivo al Genoa, in Serie B.

### Nazionale
Il 16 luglio 2024 Cuschieri ha collezionato la sua centesima presenza con la nazionale maggiore maltese, prendendo parte alla gara delle qualificazioni agli Europei del 2025 contro il Portogallo.

## Statistiche

### Presenze e reti nei club
Statistiche, parziali, aggiornate al 19 maggio 2025.
| Stagione         | Squadra          | Campionato       | Campionato | Campionato | Coppe nazionali | Coppe nazionali | Coppe nazionali | Coppe continentali | Coppe continentali | Coppe continentali | Altre coppe | Altre coppe | Altre coppe | Totale | Totale |
| Stagione         | Squadra          | Comp             | Pres       | Reti       | Comp            | Pres            | Reti            | Comp               | Pres               | Reti               | Comp        | Pres        | Reti        | Pres   | Reti   |
| ---------------- | ---------------- | ---------------- | ---------- | ---------- | --------------- | --------------- | --------------- | ------------------ | ------------------ | ------------------ | ----------- | ----------- | ----------- | ------ | ------ |
| 2020-2021        | Lazio            | B                | 21         | 3          | CI              | 1               | 0               | -                  | -                  | -                  | -           | -           | -           | 22     | 3      |
| 2021-2022        | Lazio            | A                | 21         | 2          | CI              | 2               | 0               | -                  | -                  | -                  | -           | -           | -           | 23     | 2      |
| Totale Sassuolo  | Totale Sassuolo  | Totale Sassuolo  | 42         | 5          |                 | 3               | 0               |                    | -                  | -                  |             | -           | -           | 45     | 5      |
| 2022-2023        | Sampdoria        | A                | 22         | 0          | CI              | 4               | 0               | -                  | -                  | -                  | -           | -           | -           | 26     | 0      |
| 2023-2024        | Sampdoria        | A                | 24         | 0          | CI              | 3               | 0               | -                  | -                  | -                  | -           | -           | -           | 27     | 0      |
| Totale Sampdoria | Totale Sampdoria | Totale Sampdoria | 46         | 0          |                 | 7               | 0               |                    | 0                  | 0                  |             | -           | -           | 53     | 0      |
| 2024-2025        | Genoa            | B                | 21         | 3          | CI              | 0               | 0               |                    | -                  | -                  |             | -           | -           | 21     | 3      |
| 2025-2026        | Genoa            | A                | -          | -          | CI              | -               | -               |                    | -                  | -                  | AWC         | -           | -           | -      | -      |
| Totale Genoa     | Totale Genoa     | Totale Genoa     | 21         | 3          |                 | 0               | 0               |                    | -                  | -                  |             | -           | -           | 21     | 3      |
| Totale carriera  | Totale carriera  | Totale carriera  | 109+       | 8+         |                 | 10+             | 0+              |                    | -                  | -                  |             | -           | -           | 119+   | 8+     |

## Palmarès

### Club
- Campionato cipriota: 3

Apollōn Lemesou: 2014-2015, 2015-2016, 2016-2017
- Campionato maltese: 2

Birkirkara: 2011-2012, 2012-2013
- Campionato belga: 1

Anderlecht: 2017-2018
- Campionato italiano di Serie B: 1

Lazio: 2020-2021
- Coppa di Cipro femminile: 3

Apollōn Lemesou: 2014-2015, 2015-2016, 2016-2017
- Coppa di Malta: 3

Birkirkara: 2010-2011, 2012-2013, 2013-2014
- Supercoppa di Malta: 3

Birkirkara: 2010
- Supercoppa di Cipro femminile: 2

Apollōn Lemesou: 2014, 2015